# Lista localităților din Germania - E
| Localitățile din Germania - ghid alfabetic A \| B \| C \| D \| E \| F \| G \| H \| I \| J \| K \| L \| M \| N \| O \| P \| Q \| R \| S \| T \| U \| V \| W \| X-Y \| Z Lista parțială a localităților din Germania - Ultima actualizare: 17.8.2007 |

Ebeleben |
Ebelsbach |
Ebenheim |
Ebensfeld |
Ebenshausen |
Ebenweiler |
Eberbach |
Eberdingen |
Eberfing |
Ebergötzen |
Eberhardzell |
Eberholzen |
Ebermannsdorf |
Ebermannstadt |
Ebern |
Ebernhahn |
Ebersbach |
Ebersbach |
Ebersbach an der Fils |
Ebersbach/Sa. |
Ebersbach-Musbach |
Ebersberg |
Ebersburg |
Ebersdorf |
Ebersdorf bei Coburg |
Ebershausen |
Ebersroda |
Eberstadt |
Eberstedt |
Eberswalde |
Ebertshausen |
Ebertsheim |
Ebhausen |
Ebnath |
Ebrach |
Ebringen |
Ebsdorfergrund |
Ebstorf |
Echem |
Eching |
Eching |
Eching a.Ammersee |
Echternacherbrück |
Echtershausen |
Eckartsberga |
Eckelsheim |
Eckenroth |
Eckental |
Eckernförde |
Eckersdorf |
Eckersweiler |
Eckfeld |
Ecklak |
Ecklingerode |
Eckstedt |
Eddelak |
Edderitz |
Edelsfeld |
Edemissen |
Edenkoben |
Ederheim |
Edermünde |
Edersleben |
Edertal |
Edesheim |
Edewecht |
Ediger-Eller |
Edingen-Neckarhausen |
Edlau |
Edling |
Effelder |
Effelder-Rauenstein |
Effeltrich |
Efringen-Kirchen |
Egeln |
Egelsbach |
Egenhausen |
Egenhofen |
Egesheim |
Egestorf |
Egg a.d.Günz |
Eggebek |
Eggenfelden |
Eggenstedt |
Eggenstein-Leopoldshafen |
Eggenthal |
Eggermühlen |
Eggersdorf |
Eggesin |
Eggingen |
Egglham |
Egglkofen |
Eggolsheim |
Eggstätt |
Eggstedt |
Eging a.See |
Eglfing |
Egling a.d.Paar |
Egling |
Egloffstein |
Egmating |
Egweil |
Ehekirchen |
Ehingen (Donau) |
Ehingen |
Ehingen |
Ehingen am Ries |
Ehlenz |
Ehlscheid |
Ehndorf |
Ehningen |
Ehr |
Ehra-Lessien |
Ehrenberg |
Ehrenberg (Rhön) |
Ehrenburg |
Ehrenfriedersdorf |
Ehrenkirchen |
Ehringshausen |
Ehweiler |
Eibau |
Eibelstadt |
Eibenstock |
Eich |
Eichelhardt |
Eichen |
Eichenau |
Eichenbach |
Eichenbarleben |
Eichenberg |
Eichenberg |
Eichenbühl |
Eichendorf |
Eichenzell |
Eichhorst |
Eichigt |
Eichstätt |
Eichstedt (Altmark) |
Eichstegen |
Eichstetten am Kaiserstuhl |
Eichstruth |
Eichwalde |
Eickeloh |
Eickendorf |
Eickendorf |
Eicklingen |
Eigeltingen |
Eilenburg |
Eilscheid |
Eilsleben |
Eime |
Eimeldingen |
Eimen |
Eimersleben |
Eimke |
Eimsheim |
Einbeck |
Eineborn |
Einhaus |
Einhausen |
Einhausen |
Einig |
Einöllen |
Einselthum |
Eisdorf |
Eiselfing |
Eisenach |
Eisenach |
Eisenbach (Hochschwarzwald) |
Eisenberg |
Eisenberg (Pfalz) |
Eisenberg |
Eisendorf |
Eisenheim |
Eisenhüttenstadt |
Eisenschmitt |
Eisfeld |
Eisighofen |
Eisingen |
Eisingen |
Eisleben |
Eislingen/Fils |
Eitelborn |
Eitensheim |
Eiterfeld |
Eitorf |
Eitting |
Eixen |
Ekenis |
Elbe |
Elben |
Elbenschwand |
Elbe-Parey |
Elbingen |
Elbingerode |
Elbingerode (Harz) |
Elbtal |
Elchesheim-Illingen |
Elchingen |
Elchweiler |
Eldena |
Eldingen |
Elend |
Elfershausen |
Elgersburg |
Elisabeth-Sophien-Koog |
Elkenroth |
Elleben |
Ellefeld |
Ellenberg |
Ellenberg |
Ellenberg |
Ellenhausen |
Ellenz-Poltersdorf |
Ellerau |
Ellerbek |
Ellerdorf |
Ellerhoop |
Ellern (Hunsrück) |
Ellersleben |
Ellerstadt |
Ellgau |
Ellhofen |
Ellhöft |
Ellingen |
Ellingshausen |
Ellingstedt |
Ellrich |
Ellscheid |
Ellwangen (Jagst) |
Ellweiler |
Ellzee |
Elmenhorst |
Elmenhorst |
Elmenhorst |
Elmenhorst/Lichtenhagen |
Elmlohe |
Elmshorn |
Elmstein |
Elpersbüttel |
Elsdorf |
Elsdorf |
Elsdorf-Westermühlen |
Elsendorf |
Elsenfeld |
Elsfleth |
Elskop |
Elsnig |
Elsnigk |
Elsoff (Westerwald) |
Elster (Elbe) |
Elsteraue |
Elsterberg |
Elsterheide |
Elstertrebnitz |
Elsterwerda |
Elstra |
Elterlein |
Eltmann |
Eltville am Rhein |
Elxleben |
Elxleben |
Elz |
Elzach |
Elze |
Elztal |
Elzweiler |
Embsen |
Embühren |
Emden |
Emden |
Emeringen |
Emerkingen |
Emersacker |
Emkendorf |
Emleben |
Emlichheim |
Emmelbaum |
Emmelsbüll-Horsbüll |
Emmelshausen |
Emmendingen |
Emmendorf |
Emmerich am Rhein |
Emmering |
Emmering |
Emmerthal |
Emmerting |
Emmerzhausen |
Emmingen-Liptingen |
Empfertshausen |
Empfingen |
Emsbüren |
Emsdetten |
Emseloh |
Emsetal |
Emskirchen |
Emstek |
Emtinghausen |
Emtmannsberg |
Endingen am Kaiserstuhl |
Endlichhofen |
Endschütz |
Engden |
Engelbrechtsche Wildnis |
Engeln |
Engelsberg |
Engelsbrand |
Engelschoff |
Engelskirchen |
Engelstadt |
Engelthal |
Engen |
Enger |
Engersen |
Enge-Sande |
Engstingen |
Eningen unter Achalm |
Enkenbach-Alsenborn |
Enkirch |
Ennepetal |
Ennigerloh |
Ensch |
Ensdorf |
Ense |
Ensheim |
Enspel |
Enzen |
Enzklösterle |
Epenwöhrden |
Epfenbach |
Epfendorf |
Eppelborn |
Eppelheim |
Eppelsheim |
Eppenberg |
Eppenbrunn |
Eppendorf |
Eppenrod |
Eppenschlag |
Eppertshausen |
Eppingen |
Eppishausen |
Eppstein |
Erbach |
Erbach |
Erbach |
Erbendorf |
Erbenhausen |
Erbes-Büdesheim |
Erdeborn |
Erden |
Erdesbach |
Erding |
Erdmannhausen |
Erdweg |
Eresing |
Erfde |
Erftstadt |
Erfurt |
Erfweiler |
Ergersheim |
Ergeshausen |
Ergolding |
Ergoldsbach |
Erharting |
Ering |
Eriskirch |
Erkelenz |
Erkenbrechtsweiler |
Erkerode |
Erkheim |
Erkner |
Erkrath |
Erlabrunn |
Erlangen |
Erlau |
Erlbach |
Erlbach |
Erlbach-Kirchberg |
Erlenbach |
Erlenbach am Main |
Erlenbach bei Dahn |
Erlenbach bei Kandel |
Erlenbach bei Marktheidenfeld |
Erlenmoos |
Erlensee |
Erligheim |
Ermershausen |
Erndtebrück |
Ernsgaden |
Ernst |
Ernstroda |
Ernzen |
Erolzheim |
Erpel |
Erpolzheim |
Ersfeld |
Ertingen |
Erwitte |
Erxleben |
Erxleben |
Erzenhausen |
Erzhausen |
Esch |
Esch |
Eschach |
Eschau |
Eschbach |
Eschbach |
Eschbach |
Eschborn |
Eschbronn |
Esche |
Escheburg |
Eschede |
Eschelbronn |
Eschenbach |
Eschenbach i.d.OPf. |
Eschenbergen |
Eschenburg |
Eschenlohe |
Eschenrode |
Eschershausen |
Eschfeld |
Eschlkam |
Eschwege |
Eschweiler |
Esens |
Esgrus |
Eslarn |
Eslohe (Sauerland) |
Espelkamp |
Espenau |
Espenhain |
Esperstedt |
Esperstedt |
Eßbach |
Essel |
Esselbach |
Esselborn |
Essen (Oldenburg) |
Essen |
Essenbach |
Essenheim |
Essing |
Essingen |
Essingen |
Eßleben-Teutleben |
Esslingen am Neckar |
Eßlingen |
Eßweiler |
Estedt |
Estenfeld |
Esterwegen |
Esthal |
Estorf |
Estorf |
Etgersleben |
Etgert |
Etingen |
Etschberg |
Ettal |
Etteldorf |
Ettenhausen a.d. Suhl |
Ettenheim |
Ettenstatt |
Ettersburg |
Ettinghausen |
Ettlingen |
Ettringen |
Ettringen |
Etzbach |
Etzelsrode |
Etzelwang |
Etzenricht |
Etzleben |
Euerbach |
Euerdorf |
Eulatal |
Eulenberg |
Eulenbis |
Eulgem |
Eurasburg |
Eurasburg |
Euscheid |
Euskirchen |
Eußenheim |
Eußerthal |
Eutin |
Eutingen im Gäu |
Eutzsch |
Everingen |
Everode |
Eversmeer |
Everswinkel |
Evessen |
Ewighausen |
Exdorf |
Extertal |
Eydelstedt |
Eyendorf |
Eystrup |